# Албаністика

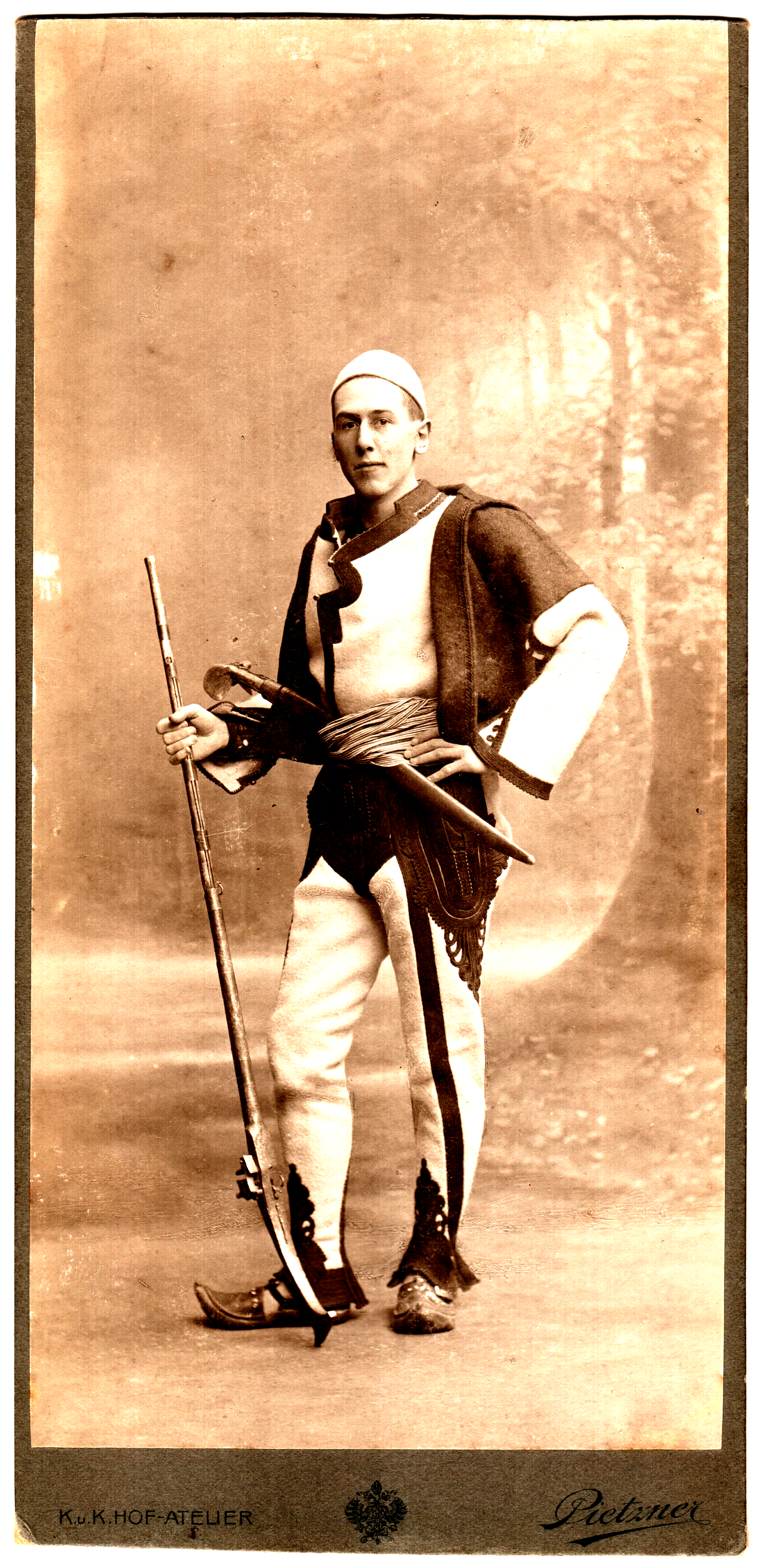
Барон Нопча у народному костюмі Північної Албанії, ~1913

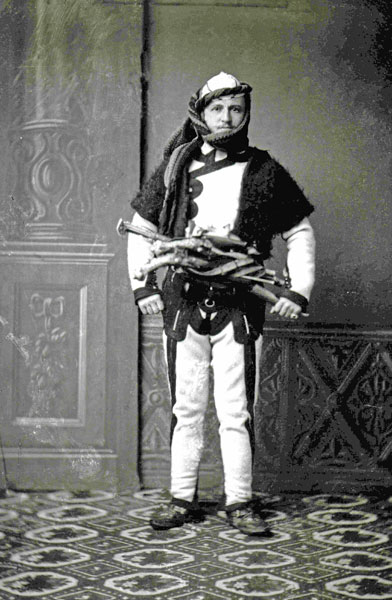
Теодор Іпен у Шкодері у північноалбанському костюмі, ~1900

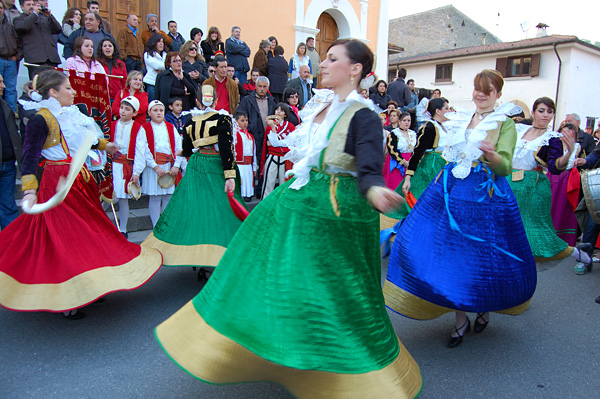
Албанський народний танець із Чивіти (Калабрія, Італія)

Албані́стика, албанозна́вство (англ. albanology, алб. albanologjia) — розділ науки, який вивчає албанську мову, албанську літературу, албанську культуру та албанську історію.
Одними з її засновників був хорват Мілан Шуфлай і австрієць Норберт Йокль, а важливим центром албаністики є заснований у 1957 році в Тирані перший албанський університет.
Найпершим албаністом можна вважати Йоганна Тунманна, який у XVIII столітті підтримав теорію автохтонності албанців та представив теорію їхнього іллірійського походження.
Першою українською працею з цієї галузі була розвідка М. С. Державіна «Албанознавство й албанці» (1926).